# 만딩고
《만딩고》(Mandingo)는 미국에서 제작된 리처드 플레이셔 감독의 1975년 액션, 멜로/로맨스 영화이다. 제임스 메이슨 등이 주연으로 출연하였고 디노 드 로렌티스 등이 제작에 참여하였다.

## 출연

### 주연
- 제임스 메이슨
- 수잔 조지
- 페리 킹

### 조연
- 리처드 워드
- 브렌다 사이키스
- 켄 노턴
- 로이 풀
- 지 투 컴부카
- 벤 마스터스
- 폴 베네딕트
- 베아트리스 윈드
- 얼 메이나드
- 데비 모건

## 기타
- 원작자: 카일 온스토프
- 원작자: 잭 커크랜드
- 미술: 보리스 레벤
- 의상: 앤 로스
- 배역: 린 스터마스터

## 한국어 더빙 성우진(KBS, 1992년 2월 15일)
- 최흘 - 맥스웰 (제임스 메이슨)
- 김세한 - 해몬드 (페리 킹)
- 김성희 - 블랑쉬 (수잔 조지)
- 이규화 - 미드 (켄 노턴)
- 김정경
- 나수란
- 유만준
- 주호성
- 문영래
- 성선녀
- 강미형
- 김새영
- 김환진
- 홍영란
- 김준
- 서혜정
- 장승길
- 이현선